# トゥセイント・リケッツ
トゥセイント・リケッツ（Tosaint Ricketts、1987年8月6日 - ）は、カナダ出身の元同国代表サッカー選手。現役時代のポジションはFW。

## クラブ経歴
2009年にフィンランド・ヴェイッカウスリーガのミリコスケン・パロ47に加入。2009年3月4日にプロデビュー、6月13日のクオピオン・パロセウラ戦でプロ初ゴールを決めた。
2010年11月19日、ルーマニアのFCポリテフニカ・ティミショアラと3年契約を結んだ。2012年夏、クラブの破産に伴い契約を解消し退団。
2012年8月31日、ノルウェー・ティッペリーガエンのヴォレレンガ・フォトバルにフリーで加入。
2013年1月初旬、同じティッペリーガエンのサンドネス・ウルフに移籍。
2013年9月6日、トルコ・TFF1.リグのブジャスポルと延長オプション付きの単年契約を結んだ。
2014年7月16日、自身のTwitterでイスラエル・プレミアリーグのハポエル・ハイファFCと契約を結んだことを発表した。
ハポエル・ハイファFC退団後は再びトルコに戻り、2015年8月3日にボルスポルと契約を結んだ。その後、クラブの給与未払いにより2016年初頭に退団した。
2016年7月20日、母国カナダに帰国しメジャーリーグサッカーのトロントFCに加入。
2019年1月26日、リトアニア・Aリーガ王者のFKスードゥヴァ・マリヤンポレに加入。
2019年8月8日、再びカナダに帰国しバンクーバー・ホワイトキャップスと契約を結んだ。
2023年1月31日、現役引退を表明した。

## 代表歴
2007年、母国カナダで開催された2007 FIFA U-20ワールドカップに参加するU-20代表チームに選ばれた。2008年には北京オリンピック予選に参加し、グアテマラ戦で2ゴールを決めた。
2011年1月下旬、2月9日のギリシャ代表との国際親善試合を前にカナダA代表から初めて招集された。この試合で後半から途中出場しカナダA代表デビューを果たし、1-0で敗れた。同試合ではリケッツも含め3人選手がA代表初出場だった（他2人はミラン・ボージャンとデビッド・エドガー）。
2011年6月1日、BMOフィールドで行われたエクアドル代表との親善試合で、同点となる代表初ゴールを決めた（結果は2-2）。2011年6月14日、ジョシュ・シンプソンとの交代でパナマ代表戦に出場しCONCACAFゴールドカップデビューを果たした。
初めて参加したワールドカップ予選ではプエルトリコ代表戦とセントクリストファー・ネイビス代表戦で連続ゴールを決めた。2015年6月16日に開催された2018 FIFAワールドカップ・予選のドミニカ国代表戦で2ゴールを決め、カナダ代表通算10ゴールを達成した。これによりカナダ代表の通算得点ランキングでポール・ペスキソリドとトマシュ・ラジンスキと並ぶ9位タイにつけた。
2017年6月27日、CONCACAFゴールドカップのメンバーに選ばれた。

### 代表戦での得点
2020年1月7日現在
| No. | 開催日         | 開催地           | 対戦国                         | 得点 | 結果 | 試合概要                    |
| --- | -------------- | ---------------- | ------------------------------ | ---- | ---- | --------------------------- |
| 1   | 2011年6月1日   | トロント         | エクアドル                     | 2–2  | 2–2  | 親善試合                    |
| 2   | 2011年9月6日   | バヤモン         | プエルトリコ                   | 3–0  | 3–0  | 2014 FIFAワールドカップ予選 |
| 3   | 2011年11月15日 | トロント         | セントクリストファー・ネイビス | 4–0  | 4–0  | 2014 FIFAワールドカップ予選 |
| 4   | 2012年8月15日  | ロウダーヒル     | トリニダード・トバゴ           | 1–0  | 2–0  | 親善試合                    |
| 5   | 2012年10月12日 | トロント         | キューバ                       | 1–0  | 3–0  | 2014 FIFAワールドカップ予選 |
| 6   | 2014年5月27日  | アムシュテッテン | モルドバ                       | 1–1  | 1–1  | 親善試合                    |
| 7   | 2014年9月9日   | トロント         | ジャマイカ                     | 3–1  | 3–1  | 親善試合                    |
| 8   | 2015年3月30日  | バヤモン         | プエルトリコ                   | 1–0  | 3–0  | 親善試合                    |
| 9   | 2015年6月16日  | トロント         | ドミニカ国                     | 3–0  | 4–0  | 2018 FIFAワールドカップ予選 |
| 10  | 2015年6月16日  | トロント         | ドミニカ国                     | 4–0  | 4–0  | 2018 FIFAワールドカップ予選 |
| 11  | 2015年9月4日   | トロント         | ベリーズ                       | 1–0  | 3–0  | 2018 FIFAワールドカップ予選 |
| 12  | 2015年9月4日   | トロント         | ベリーズ                       | 2–0  | 3–0  | 2018 FIFAワールドカップ予選 |
| 13  | 2016年10月6日  | マラケシュ       | モーリタニア                   | 1–0  | 4–0  | 親善試合                    |
| 14  | 2016年10月6日  | マラケシュ       | モーリタニア                   | 4–0  | 4–0  | 親善試合                    |
| 15  | 2017年1月22日  | ハミルトン       | バミューダ諸島                 | 2–1  | 4–2  | 親善試合                    |
| 16  | 2018年3月24日  | ムルシア         | ニュージーランド               | 1–0  | 1–0  | 親善試合                    |
| 17  | 2020年1月7日   | アーバイン       | バルバドス                     | 1–0  | 4–1  | 親善試合                    |

## タイトル

### クラブ
トロントFC
- MLSカップ: 2017
- カナディアン・チャンピオンシップ: 2017, 2018
- サポーターズ・シールド: 2017

FKスードゥヴァ・マリヤンポレ
- Aリーガ: 2019
- LFFタウレー: 2019
- LFFスペルタウレー: 2019

バンクーバー・ホワイトキャップス
- カナディアン・チャンピオンシップ: 2022